# Hipogeu Carreras
L'Hipogeu Carreras és un sepulcre del municipi de Lloret de Mar (Selva) que forma part de l'Inventari del Patrimoni Arquitectònic de Catalunya. Aquest hipogeu està situat al marge esquerre del passeig central del cementiri de Lloret de Mar i està construït amb pedra de Montjuïc.

## Descripció
Es tracta d'una sepultura de base rectangular, una mica inclinada i culminada amb un gran arc de mig punt peraltat amb decoració vegetal i floral centrat amb la figura de la Verge en majestat al centre d'una creu de Malta, a manera de timpà. Al centre hi ha una mena de corona floral que sobresurt de l'arc. A la creu hi ha lliris, i a les arquivoltes i al dosser, poms de flors i branques de llorer. La figura de la Verge domina l'eix central de la sepultura i funciona com a personatge intercessor i mitjancer similar a l'àngel, encara que també contempladora del dolor (Pietat). Davant del sepulcre hi ha una reixa de ferro forjat molt interessant. Darrere l'hipogeu hi ha la llosa d'entrada, amb forma d'arc trilobulat de suaus transicions i la llegenda: "VAS de Marcel Carreras y Botet, Concepció Casanovas Macià i dels seus"
Pel que fa al conjunt del cementiri de Lloret de Mar, és reconegut per oferir un dels conjunts d'escultura funerària modernista més importants del país. El cementiri s'articula al voltant l'avinguda Principal i la de Sant Josep (lateral esquerra). El conjunt de sepultures més interessants, la majoria de les quals estan realitzades amb pedra de Montjuïc (Barcelona) o de Girona, i amb marbre, en alguns casos de Carrara (Itàlia), són les sepultures ricament esculpides dels rics lloretencs: indianos que havien arribat de fer fortuna, metges, notaris i rendistes. Hi ha obres projectades pels arquitectes Bonavenutura Conill i Montobbio (1876-1946), Vicenç Artigues i Albertí (1876-1963), Josep Puig i Cadafalch (1862-1957) i Antoni M. Gallissà (1861-1903); i esculpides, entres d'altres, per Ismael Smith i Marí (1886-1972).

## Història
L'autoria d'aquest hipogeu és de Vicenç Artigas i Albertí i és un projecte de 1909. Fou propietat de Concepció Casanovas Macià. Pel que fa al cementiri, les primeres referències d'un nou cementiri són de 1874, però oficialment es va començar a tractar la necessitat de construir un nou cementiri més allunyat de la vila l'any 1891. El terreny escollit fou el lloc anomenat Mas d'en Bot, al costat de l'Ermita de Sant Quirze i que pertanyia al Sr. Salvador Bianchi. Les obres van començar el 1896-1899 i van acabar el 1901. La capella es va acabar el 1903, i fou construïda per Joan Soliguer. Pel que fa als panteons i hipogeus de primera classe, aquests varen ser encomanats majoritàriament a arquitectes. Els projectes dels panteons i hipogeus del nou cementiri foren d'A M. Gallissà, J. Puig i Cadafalc, V. Artigas i Albertí, B. Conill i Montobbio i R. M. Ruidor.